# Nipicola selangorensis
Nipicola selangorensis är en svampart som beskrevs av K.D. Hyde 1994. Nipicola selangorensis ingår i släktet Nipicola, klassen Sordariomycetes, divisionen sporsäcksvampar och riket svampar.   Inga underarter finns listade i Catalogue of Life.